# To venner (film fra 2010)
|  | Denne artikel er oprettet af botten PalnaBot ud fra en ekstern database. Den kan derfor have sproglige fejl eller mangler. Denne skabelon kan fjernes efter kontrol af indholdet. |

 For alternative betydninger, se To venner. (Se også artikler, som begynder med To venner)
To venner er en børnefilm instrueret af Paw Charlie Ravn efter manuskript af Anna Bro, Paw Charlie Ravn.

## Handling
I 'To Venner' leger to børn sammen i en dystopisk fremtidsverden, hvor kvinder eller piger ikke findes. De gemmer sig for de uhyggelige, nøgne mænd, som huserer i gaderne, men så sker der noget, som får afgørende betydning for forholdet mellem dem.